# Xavier Sala i Martín

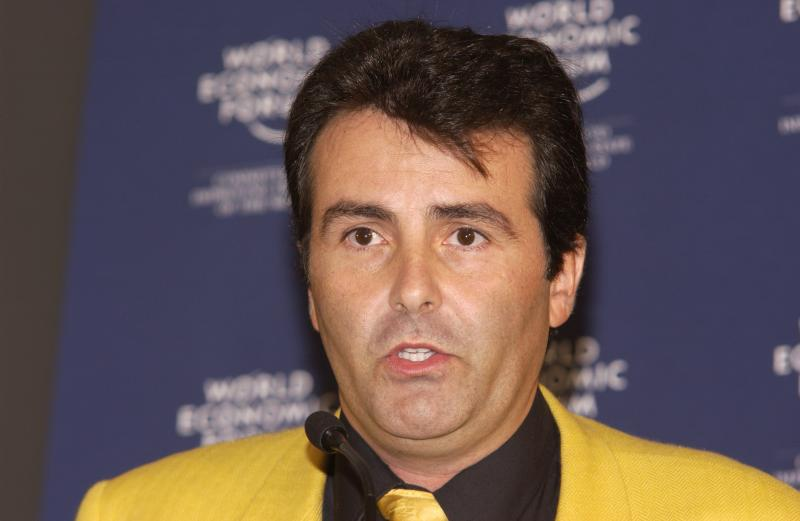
Xavier Sala-i-Martín (2009)

Xavier Sala i Martín, auch bekannt als Xavier Sala-i-Martín, (* 17. Juni 1962 in Cabrera de Mar) ist ein spanischer Ökonom, Hochschullehrer und Sportfunktionär.

## Werdegang, Forschung und Lehre
Sala i Martín erwarb sein Lizenziat in Wirtschaftswissenschaften 1985 an der Autonomen Universität Barcelona und machte 1987 seinen Master of Arts an der Harvard University. Anschließend machte er bis 1990 seinen Ph.D. in Harvard.
1990 wechselte Sala i Martín als Assistant Professor an die Yale University. Drei Jahre später stieg er zum Associate Professor auf. Parallel verfolgte er ab 1994 eine Gastprofessur an der spanischen Universität Pompeu Fabra, die er bis 2005 aufrechterhielt. 1996 wechselte er an die Columbia University. Im Sommersemester unterrichtet er jährlich den Kurs Advanced Economic Growth & Development an der Barcelona Graduate School of Economics.
Sala i Martíns Schwerpunkt liegt im Bereich der Makroökonomie. Hauptsächlich publiziert er zu Themen rund um das Wirtschaftswachstum, wobei er eine endogene Wachstumstheorie vertritt. Insbesondere die Entwicklung Afrikas sowie Geld- und Sozialpolitik stehen dabei im Vordergrund. Seit 2004 ist er Herausgeber des Global Competitiveness Report des Weltwirtschaftsforums. Im selben Jahr erhielt er den König-Juan-Carlos-Preis für Wirtschaftswissenschaft.
Zwischen 1993 und 2004 war Sala-i-Martín als Berater sowohl für den Internationalen Währungsfonds als auch die Weltbank tätig. Ab 2004 war er für den FC Barcelona als Leiter des Wirtschaftsrates tätig. Als aus juristischen Gründen im Juni 2006 das Präsidium um Joan Laporta zurücktreten musste, übernahm er satzungsgemäß die Führung einer Kommission, die den Klub bis zu Neuwahlen im Herbst leitete.
Sala i Martín ist für seine farbenfrohe Kleidung bekannt.